# Conseil de stabilité financière
Pour les articles homonymes, voir CSF, FSB et FSF.
Le Conseil de stabilité financière ou CSF (en anglais Financial Stability Board ou FSB), est un groupement économique international créé lors de la réunion du G20 à Londres en avril 2009. Il succède au Forum de stabilité financière (Financial Stability Forum ou FSF) institué en 1999 à l'initiative du G7. Il regroupe 26 autorités financières nationales (banques centrales, ministères des finances, etc.), plusieurs organisations internationales et groupements élaborant des normes dans le domaine de la stabilité financière. Ses objectifs relèvent de la coopération dans le domaine de la supervision et de la surveillance des institutions financières.

## Historique
Le Forum de stabilité financière (FSF) est né en 1999. Son origine remonte à octobre 1998, après l'achèvement des travaux du Willard Group (du nom de l'hôtel où se tenait les réunions du groupe de travail), lorsque les ministres et gouverneurs du G 7 confièrent à Hans Tietmeyer alors président de la Bundesbank, une mission visant à formuler des propositions pour renforcer les structures du système financier international. L'idée qui a prévalu lors de lancement du Forum de stabilité financière consiste à réunir dans une instance commune de concertation et de coordination, dotée d'un secrétariat réduit, les représentants des principaux pays concernés et de toutes les instances ayant à connaître de la stabilité financière. Le Président Tietmeyer a fait part de ses idées aux ministres et gouverneurs du G7 au printemps de 1999 et la réunion constitutive du Forum s'est tenue à Washington, le 14 avril de cette même année.
Son secrétariat est hébergé par la Banque des règlements internationaux, à Bâle.
Au sommet de Londres en avril 2009, les chefs d’État du G20 décident de transformer le Forum de stabilité financière (FSF) en Conseil de stabilité financière (Financial Stability Board – FSB). Les capacités institutionnelles de l’ex FSF sont renforcées, son mandat et sa composition sont élargis pour y inclure l’ensemble des pays membres du G20.
Début 2011, le Conseil est présidé par le gouverneur de la banque centrale d'Italie Mario Draghi. Mark Carney, gouverneur de la Banque d'Angleterre succède à Mario Draghi après sa nomination à la présidence de la BCE.
Lors de sa réunion des 11 et 12 mars 2009 à Londres, le FSB a décidé de s'élargir à quelques membres du G20 (Argentine, Brésil, Chine, Inde, Indonésie, Corée, Mexique, Russie, Arabie saoudite, Afrique du Sud et Turquie), à l'Espagne et à l'Union européenne.
En 2011, le G20 a émis l'intention de transformer le Conseil en une Organisation mondiale de la finance, en référence à l'Organisation mondiale du commerce.
En 2012, Philipp Hildebrand démissionne de la vice-présidence du Conseil de stabilité financière, poste qu'il occupait depuis novembre 2011.
Le 28 janvier 2013, le FSB, qui était jusqu’alors une structure informelle sans personnalité juridique, s’est transformé en association de droit suisse, ce qui permet de pérenniser cette institution et de renforcer ses moyens, conformément au souhait des pays du G20, fortement soutenu par la France, de renforcer sa capacité de coordination internationale des réformes de régulation financière. Outre la coordination du développement de standards internationaux de régulation financière, le FSB suit leur mise en œuvre, notamment par des évaluations mutuelles, promeut la coopération entre autorités et évalue les vulnérabilités du secteur financier.
S’il reste hébergé et principalement financé par la Banque des règlements internationaux, ses autres membres peuvent contribuer à ses ressources. Il s’appuie sur un Secrétariat permanent d’une vingtaine de personnes, basé à Bâle en Suisse. Pour la France, le ministère de l’Économie et des Finances, la Banque de France et l’Autorité des marchés financiers (AMF) sont membres du CSF , et sont respectivement représentés à son assemblée plénière par le directeur général du Trésor, le gouverneur de la Banque de France et le président de l'AMF.
Depuis peu, il intègre le dérèglement climatique comme facteur croissant de déstabilisation de l'économie et de la finance. Il reconnait à la mi-2017 que « le risque que les changements climatiques posent aux entreprises et aux marchés financiers est réel et déjà présent. Il est plus important que jamais que les entreprises comprennent comment gérer ces risques et saisir les opportunités qui s'offrent à elles pour créer une économie mondiale plus forte, plus résiliente et durable » et qu'il existe une demande croissante d'informations financères liée au climat de la part des investisseurs. Il encourage la création d'un capital dédié à la transition énergétique vers une économie sobre en carbone. Il recommande aux entreprises d'être plus « transparentes » sur le profil de risque climatique de leurs activités ou produits. Pour les y aider il a créé un Groupe de travail sur les informations financières à fournir concernant le climat (TCFD ) qui a en 2017 publié des recommandations incitant les entreprises à mieux informer sur les risques liés au climat dans leur domaine d'activité, afin de permettre aux investisseurs de « savoir quelles entreprises sont les plus exposées au changement climatique, lesquelles sont les mieux préparées et lesquelles agissent » pour qu'ils puissent mieux évaluer les risques qu'ils prennent ou non en apportant leur argent à des entreprises, et afin qu'ils puissent mieux contribuer à une économie plus décarbonée et plus résiliente dans le futur. Sous l'égide de Mark Carney (alors président du FSF), ce rapport (introduit par Michael Bloomberg) invite toutes les grandes entreprises à publier des données-clé « claires, comparables et cohérentes sur les risques et les opportunités présentés par le changement climatique (pour elles) ».

## Composition et mission du Conseil de stabilité financière
Au moment de sa création, le Forum regroupe :
- les représentants des pays du G7, qui disposent chacun de trois sièges, un dévolu à la Trésorerie, un autre à la banque centrale, un troisième à une instance de régulation et de surveillance ;
- un représentant pour chacun des pays suivants : Australie, Hong-Kong, Pays-Bas, Singapour. Pour chacun de ces quatre pays, c'est le gouverneur de la banque centrale qui assurerait la représentation ;
- deux représentants pour le FMI ainsi que pour la Banque mondiale ;
- un représentant pour l'OCDE, pour la BRI et pour la BCE ;
- deux représentants pour le BCBS, IOSCO (Organisation Internationale des Commissions de Valeurs Mobilières) et IAIS (International Organization of Insurance Supervisor) ;
- un représentant pour le CGFS (Committee on the Global Financial System) et CPSS (Committee on Payment and Settlement Systems)

Aujourd'hui (2020), le Conseil de stabilité financière a pour membres :
- Soixante-dix institutions représentant vingt-quatre pays (Allemagne, Afrique du Sud, Arabie saoudite, Argentine, Australie, Brésil, Canada, Chine, Corée du Sud, Espagne, États-Unis, France, Royaume-Uni, Hong Kong, Inde, Indonésie, Italie, Japon, Mexique, Pays-Bas, Russie, Singapour, Suisse, Turquie),
- Six institutions financières régionales et internationales (Fonds monétaire international, Banque mondiale, Organisation de coopération et de développement économiques, Banque des règlements internationaux, Banque centrale européenne, Commission européenne)
- Six normalisateurs techniques internationaux : Comité de Bâle (Basel Committee on Banking Supervision - BCBS), Association internationale des contrôleurs d’assurance (International Association of Insurance Supervisors - IAIS), Comité sur le système financier mondial (Committee on the Global Financial System - CGFS), Comité des paiements et de règlement (Committee on Payment and Settlement Systems -  CPSS) Comité international de normalisation comptable, (International Accounting Standards Board –IASB), Organisation internationale des commissions de valeurs (International Organization of Securities Commissions -IOSCO).

Depuis fin 2011, le CSF associe également 65 autres pays à ses travaux via des groupes consultatifs régionaux.

### Les trois missions du CSF
Le communiqué du G20 de Londres a conféré au CSFtrois missions principales :
- Déterminer les vulnérabilités du système financier mondial et identifier et évaluer les régulations à mettre en œuvre pour les prévenir ;
- Promouvoir la mise en œuvre et s’assurer du respect des standards internationaux en matière de régulation financière ;
- Favoriser la coordination et la cohérence des activités des normalisateurs techniques internationaux pour éviter les recoupements de compétences et les lacunes dans les domaines prudentiel[Quoi ?], de la régulation des marchés, de la prévention du risque systémique, de la protection des investisseurs et des consommateurs, du renforcement des infrastructures de marché, de l'évolution des normes comptables.

Dans la mesure nécessaire au comblement des lacunes qui mettent en danger la stabilité financière, le CSF développe ou coordonne le développement de standards et de principes, en collaboration avec les normalisateurs techniques internationaux (banque, assurance, marchés financiers, normes comptables, etc.), dans les domaines qui ne relèvent pas de l’un d’entre eux ou qui ont des implications dans plusieurs secteurs financiers. Par exemple, il publie et met à jour une liste de banques internationales systémiques, a publié des principes en matière de rémunération des opérateurs de marchés (FSB Principles for Sound Compensation Practices, 2009) et de résolution des difficultés des institutions financières (Key Attributes for Effective Resolution Regimes, 2011) ou également des principes en matière d'identification de toute personne morale intervenant comme contrepartie à une transaction financière (Legal Entity Identifier).

### Structure du CSF
Le CSF est structuré autour :
- d’une assemblée plénière, seule enceinte à réunir la totalité des 70 institutions membres et seul organe décisionnel qui se réunit sur une base trimestrielle.
- d’un comité de pilotage ou Steering Committee d’une trentaine de membres assure la conduite opérationnelle du CSF entre les réunions de la Plénière.
- de quatre comités permanents :
  - le Standing Committee on the Assessment of Vulnerabilities (SCAV) : chargé de l’identification des vulnérabilités du système financier ;
  - le Standing Committee on Supervisory and Regulatory Cooperation (SCSRC) : chargé de l'émission des principes et des recommandations pour l'amélioration de la stabilité financière ;
  - le Standing Committee on Standards Implementation (SCSI) : chargé de la préparation et de la conduite des revues par les pairs (thématiques et par pays), de la mise à jour du corpus de standards internationaux et de la lutte contre les juridictions non coopératives en matière prudentielle ;
  - le Standing Committee on Budget and Resources (SCBR) : créé lors de la réforme de la gouvernance du CSF de 2012-2013, il organise la participation des membres du CSF à l’évaluation des besoins de fonctionnement, contribue à la préparation du budget et au contrôle de gestion et recommande le cas échéant la collecte de ressources complétant le financement assuré par la Banque des règlements internationaux.

Le CSF a créé en 2011 six groupes consultatifs régionaux (RCG), un pour les Amériques, un pour l'Asie, un pour la Communauté des États indépendants, un pour l'Europe, un pour le Moyen-Orient et l'Afrique du Nord et un pour l'Afrique subsaharienne, afin d'étendre et de formaliser les activités de sensibilisation du CSF au-delà des membres du G20 et de refléter la nature mondiale du système financier. Les groupes consultatifs régionaux du CSF sont régis par un cadre opérationnel et fournissent un mécanisme structuré pour :
-  organiser l'interaction des membres du CSF avec les non-membres concernant les diverses initiatives du CSF en cours et prévues ;
-  promouvoir la mise en œuvre dans la région des initiatives de politique financière internationale ; et
- permettre aux membres des groupes régionaux de partager entre eux et avec le CSF leurs points de vue sur les vulnérabilités affectant le système financier, sur les initiatives du CSF et sur d'autres mesures qui pourraient être prises pour promouvoir la stabilité financière.

### Présidence du CSF
- Mario Draghi 2009-2011 - Président de la Banque centrale européenne et ex-gouverneur de la Banque d'Italie
- Mark Carney 2011-2018 - Gouverneur de la Banque d'Angleterre et ex-gouverneur de la Banque du Canada
- Randal Quarles 2018-2021 - Vice-président de la Réserve fédérale des États-Unis
- Klaas Knot 2022 - en cours - Président de la Banque Nationale des Pays-Bas (DNB)

## Travaux du CSF
Dans le cadre de ses missions, le CSF publie de nombreux documents. Parmi ceux-ci, on note :
- Les rapports relatifs à la revue de pairs à pairs pour les pays membres ;
- Les rapports au G 20 ;
- Les rapports sur l'avancement de ses travaux ;.

Le CSF lance aussi des consultations sur les sujets entrant dans son domaine d'application. Tel est par exemple le cas en matière climatique avec la publication en 2020 d'un rapport sur l'influence des marchés financiers sur le risque climatique.
Le CSF publie aussi des rapports thématiques, par exemple sur les risques des institutions systémiques, les risques liés à la fragmentation du marché, ou sur les paiements transfrontières, le recours à la technologie pour les régulateurs, la cyber résilience, les FinTech, ou encore sur l'émission de cryptomonnaies stables.